# Волощук Борис Іванович
Борис Іванович Волощук (4 грудня 1936) — радянський футболіст. Після закінчення кар'єри футболіста — футбольний тренер. Відомий як головний тренер команди «Торпедо» (Луцьк) у кінці 60-х років ХХ століття.

## Біографія
Борис Волощук грав у команді нововолинського «Шахтаря» з початку 60-х років ХХ століття в обласних та міжобласних змаганнях. Після завершення виступів на футбольних полях він очолював аматорський клуб «Спартак» у Луцьку. Після відставки у середині сезону старшого тренера команди майстрів класу «Б» «Торпедо» з Луцька Юрія Головея він за пропозицією обласного спортивного керівництва очолив луцьку команду. До кінця сезону йому вдалося дещо покращити гру команди, проте в наступному сезоні команда знову опустилась по щаблях турнірної таблиці, й по закінченню сезону тренера звільнили із займаної посади. У 80-х роках ХХ століття Борис Волощук очолював аматорську команду «Буревісник» з Луцька, яка виступала в обласних змаганнях.